# 庫茲明 (希博里夫卡市鎮)
49°41′54″N 27°4′41″E / 49.69833°N 27.07806°E
庫茲明（羅馬化：Kuzmyn）是位於烏克蘭西部的村莊，由赫梅利尼茨基州裡赫梅利尼茨基區的希博里夫卡市鎮負責管轄。該村始建於1480年，面積5.01平方公里，海拔高度269米，2022年人口1,703，人口密度每平方公里404.8人。